# Margarita Cruz de Matamoros
Margarita Cruz de Matamoros (16 de junio de 1930, Oaxaca). Fue elegida como presidenta del Municipio de Santiago Tamazola de 1978 a 1980. Actualmente está retirada.

## Trayectoria
Estudió la primaria en la escuela Leona Vicario, en Puebla. Cursó la secundaria en la escuela nocturna Flores Magón y la concluyó en México en la escuela Juana de Arco. Trabajó como enfermera y partera en la Costa Grande en la mixteca, Puebla. Luego regresó a la Costa Chica de Oaxaca y se casó con Manuel Matamoros y tuvieron cinco hijos. 
Su padre fue Maximino Cruz y su madre, Sabina López Trujillo. Su padre no quería que ella estudiara, hasta que una de sus hermanas se enfermó, así que su padre decidió que ella estudiara enfermería para cuidar a su hermana. Ingresó a la carrera en 1950 en la escuela de enfermería en la Benemérita Cruz Roja. Estudió cuatro años, no terminó la carrera pero la ejerció.
Durante su gobierno en el municipio se apoyó del general Elíseo Jimenes Ruíz, solicitando una partida militar para facilitar las cosas para gobernar y mandándole un pelotón para mantener el orden. Después de una lucha difícil pudo lograr traer paz a su pueblo. 
A pesar de que su marido siempre estuvo en contra de que se postulara a la presidencia, ella por fin lo logró y se siente muy orgullosa por su lucha. Gracias a ella en la década de 1980 aumentó el nivel de las mujeres en postulantes a la presidencia de los municipios del Estado.